# Numero di Carol
In teoria dei numeri, un numero di Carol è un numero intero che può essere espresso nella forma 4n - 2{n + 1} - 1 (un'espressione equivalente a questa è (2n - 1)2 - 2). I primi dieci numeri di Carol sono:
−1, 7, 47, 223, 959, 3967, 16127, 65023, 261119 e  1046527.
Il primo a studiare i numeri di Carol è stato il matematico Cletus Emmanuel, che li ha chiamati così in onore dell'amico Carol G. Kirnon.. Per n>2, la rappresentazione in base 2 del n-esimo numero di Carol è costituita da n-2 cifre 1 consecutive, uno 0 e n+1 altre cifre consecutive, ovvero
{\displaystyle \sum _{i\neq n+2}^{2n}2^{i-1}.}
La differenza tra l'n-simo numero di Mersenne e il 2n-simo numero di Carol è 2n+1. Questo dà un'altra espressione per generare numeri di Carol: (22n-1)-2n+1. La differenza tra l'n-simo numero di Kynea e l'n-simo numero di Carol è 2n+2. Tutti gli (3n-1)-esimi numeri di Carol sono multipli di 7. I più piccoli numeri di Carol ad essere anche numeri primi sono 7, 47, 223, 3967 e 16127..Attualmente si conoscono 40 primi di Carol, è il più grande è quello per n = 253987, che ha 152916 cifre, ed è stato scoperto dallo stesso Cletus Emmanuel nel maggio 2007, usando i software MultiSieve e PrimeFormGW. Il settimo e il dodicesimo numero di Carol (16127 e 16769023) sono i primi numeri omirp di Carol.